# Sint-Antonius van Paduakerk (Gentbrugge)

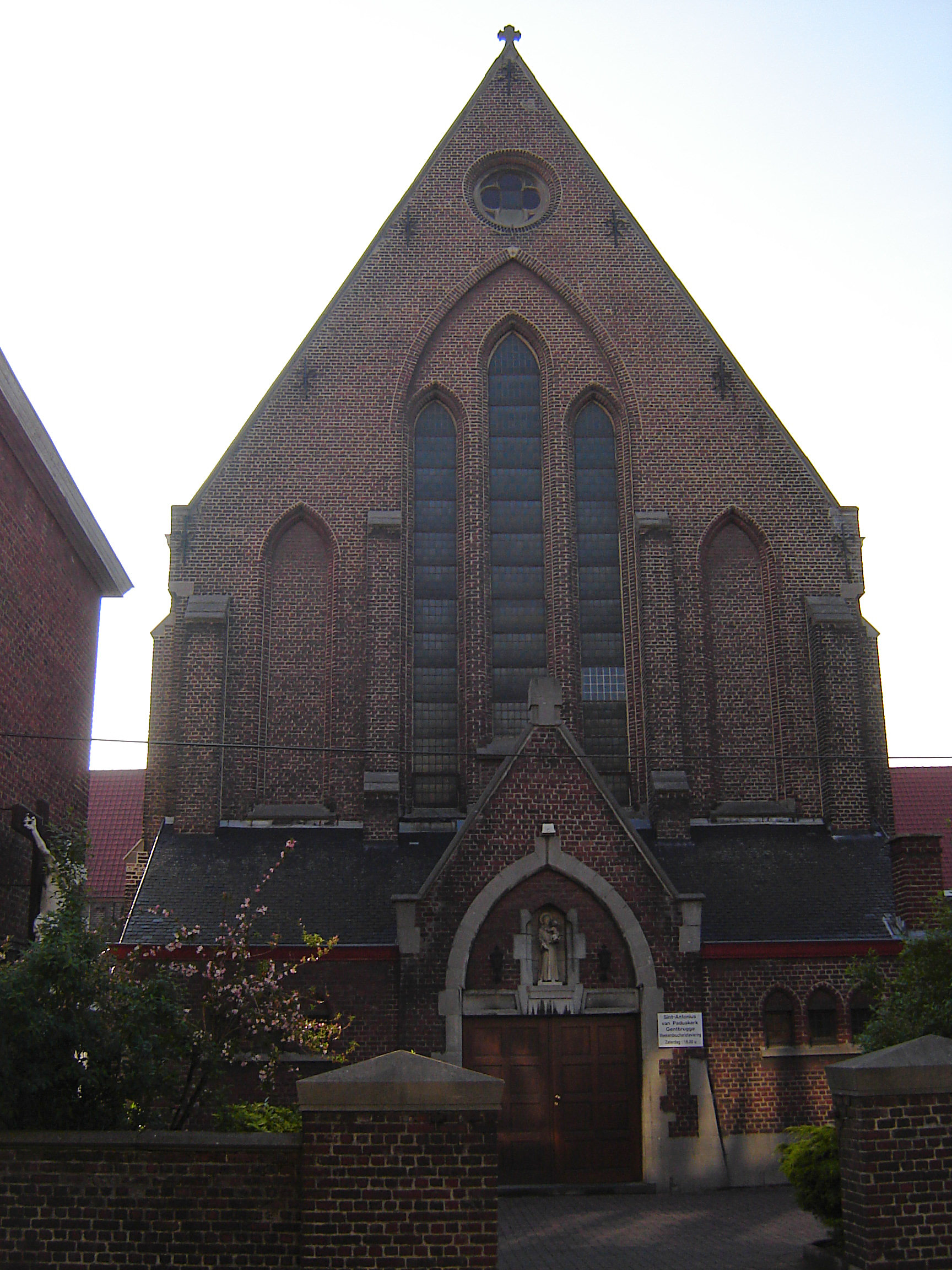
De Sint-Antonius van Paduakerk in 2008

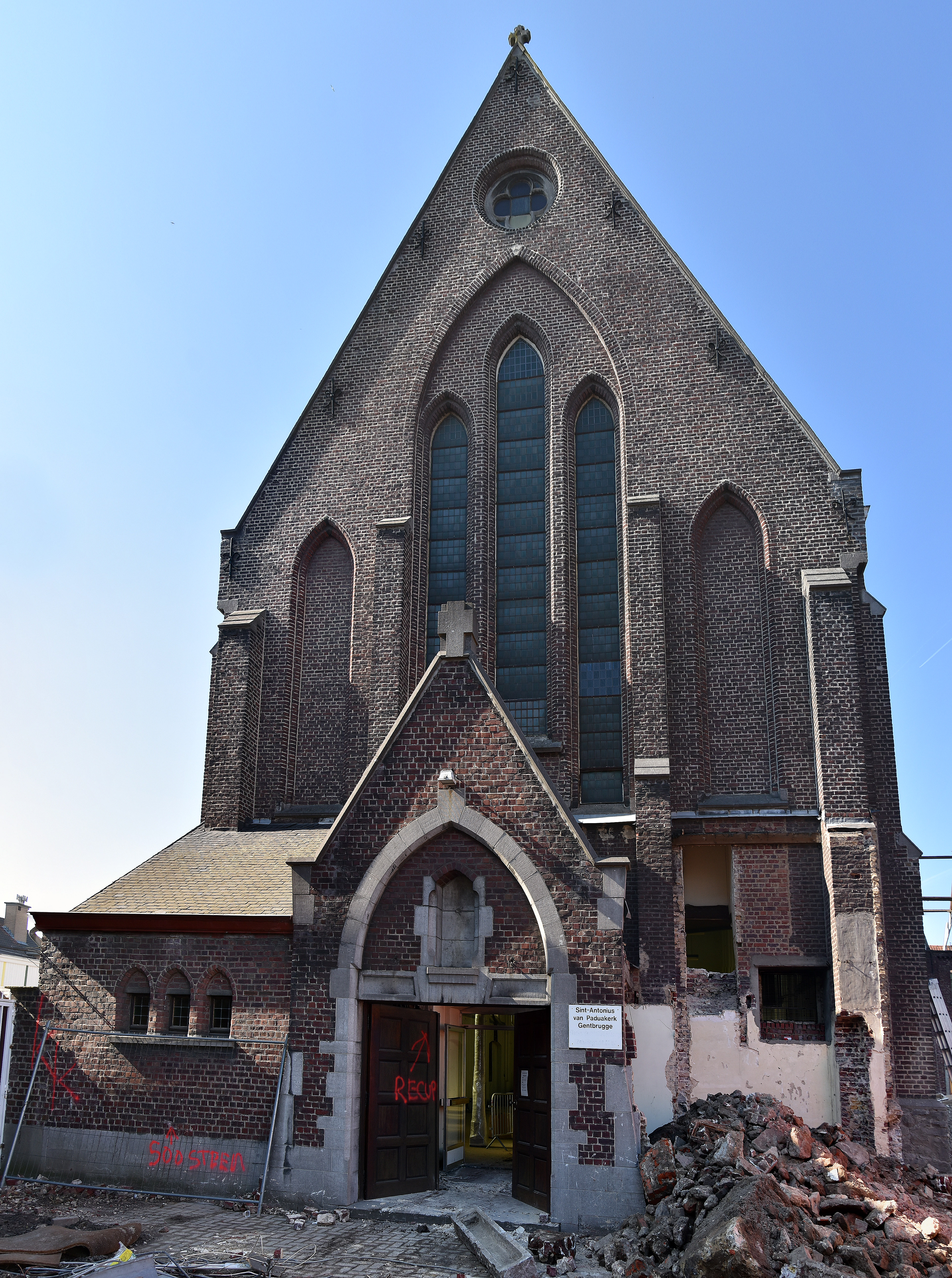
De Sint-Antonius van Paduakerk in 2019

De Sint-Antonius van Paduakerk is een kerkgebouw in de Gentse deelgemeente Gentbrugge. De kerk is toegewijd aan Antonius van Padua.

## Historiek
Deze oorspronkelijke Sint-Antoniuskapel werd in 1965 een zelfstandige parochiekerk.
In 2015 werd de kerk onttrokken aan de eredienst .
In 2016 raakte bekend dat de kerk en het voormalig schoolgebouw worden omgebouwd tot een co-housingproject, de ''Tuin van Padua''. De werken hiervoor begonnen in 2019 en werden omstreeks 2022 voltooid.

## Galerij

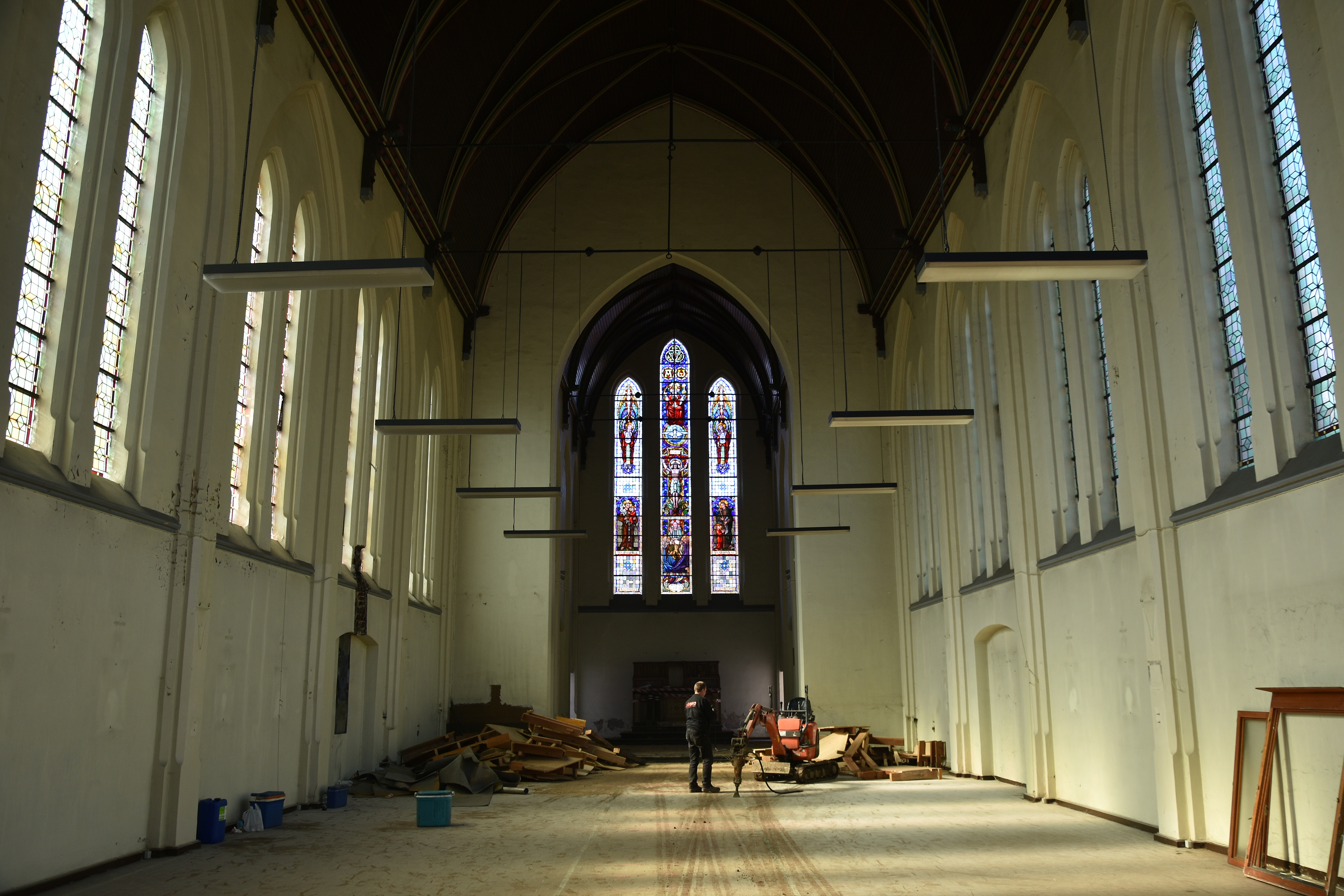
Het kerkschip in maart 2019
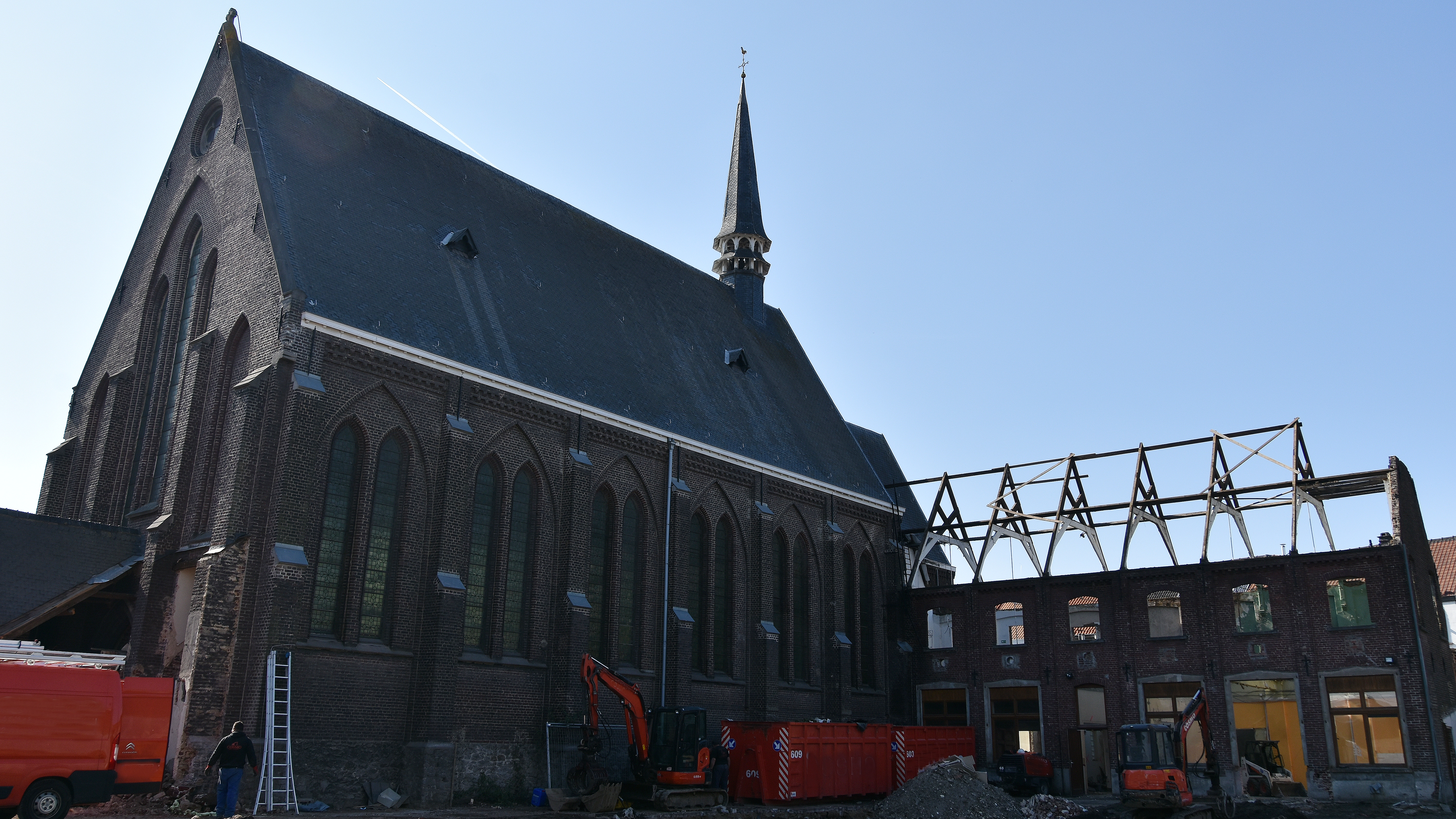
De kerk en het geraamte van het schoolgebouw